# Toniataba
Toniataba (Schreibvariante: Tonia Taba) ist eine Ortschaft im westafrikanischen Staat Gambia.
Nach einer Berechnung für das Jahr 2013 leben dort etwa 1900 Einwohner, das Ergebnis der letzten veröffentlichten Volkszählung von 1993 betrug 1452.

## Geographie
Toniataba liegt in der Lower River Region im Distrikt Jarra West und liegt rund fünf Kilometer von Soma entfernt. Von der South Bank Road ist der Ort rund zwei Kilometer entfernt.

## Kultur und Sehenswürdigkeiten
In Toniataba ist ein historisches Gebäude als Kultstätte bekannt. Es ist Gambias größte traditionelle strohbedeckte Rundhütte, unter ihr ist ein berühmter Mandinka-Marabout begraben, ein Nachfahre lebt in der Hütte.
Nach einer Auflistung des National Centre for Arts and Culture war Toniataba ein Standort eines Tatos.